# Gare de Ruffec
Gare de Ruffec vasútállomás Franciaországban, Ruffec településen.

## Vasútvonalak
Az állomást az alábbi vasútvonalak érintik:
- Párizs–Bordeaux-vasútvonal
- Ligne Ruffec - Roumazières-Loubert

## Kapcsolódó állomások
A vasútállomáshoz az alábbi állomások vannak a legközelebb:
- Gare de Saint-Saviol (Paris Gare d’Austerlitz, Párizs–Bordeaux-vasútvonal)
- Gare de Luxé (Gare de Bordeaux-Saint-Jean, Párizs–Bordeaux-vasútvonal)